# Katie Aselton
Katie Aselton (Milbridge, Maine, 1 de octubre de 1978) es una actriz estadounidense conocida por sus papeles en The Freebie, El regalo y Legión.

## Vida personal
Kathryn Anne Aselton nació en Milbridge, Maine, el 1 de octubre de 1978.
Estudió en el Narraguagus High School.
Fue nombrada Miss Teen Maine y primera finalista de Miss Teen USA en 1995.
Luego asistió dos años a la Universidad de Boston, pero lo dejó para mudarse a Los Ángeles e intentar ser actriz.
En 2003, estudió en la American Academy of Dramatic Arts.
Se casó con el actor  Mark Duplass el 26 de agosto de 2006, y tienen dos hijas, Ora y Molly.
A pesar de protagonizar una serie centrada en el fútbol americano, The League, asegura odiar dicho deporte.

## Carrera
Su primer trabajo como actriz fue en 2001, cuando apareció en dos episodios de Undressed.
Empezó produciendo junto a su marido, Mark Duplass, películas de nulo presupuesto, como The Puffy Chair y The Freebie, encuadradas en el género mumblecore.
Ha dirigido dos películas, The Freebie (2010) y Black Rock (2012), estrenándose las dos en el Festival de Cine de Sundance.
En 2014, ejerció de bloguera invitada del mes de noviembre para la revista Elle.

## Filmografía

### Actriz

#### Películas
| Año  | Título                  | Papel              | Notas  |
| ---- | ----------------------- | ------------------ | ------ |
| 2004 | Scrapple                | Amy                | Cortos |
| 2005 | The Intervention        |                    | Cortos |
| 2005 | Geek Like Me            |                    | Cortos |
| 2005 | The Puffy Chair         | Emily              |        |
| 2009 | Easier with Practice    | Nicole             |        |
| 2009 | Other People's Parties  | Maggie Rhineau     |        |
| 2010 | Cyrus                   | Chica guapa        |        |
| 2010 | The Freebie             | Anne               |        |
| 2010 | Feed the Fish           | Sif Andersen       |        |
| 2011 | Our Idiot Brother       | Amy                |        |
| 2011 | Jeff, Who Lives at Home | Azafata            |        |
| 2011 | Treatment               | Vivienne           |        |
| 2011 | The Fickle              | Jessie             | Corto  |
| 2012 | Black Rock              | Abby               |        |
| 2014 | Creep                   | Angela             | Voz    |
| 2015 | El regalo               | Joan               |        |
| 2015 | The Sea of Trees        | Gabriella Laforte  |        |
| 2017 | Fun Mom Dinner          | Emily              |        |
| 2017 | Father Figures          | Sarah O'Callaghan  |        |
| 2017 | Underwater              |                    | Corto  |
| 2018 | Book Club               | Adrianne           |        |
| 2019 | The Tomorrow Man        | Janet              |        |
| 2019 | Deep Murder             | Babs               |        |
| 2019 | The Devil Has a Name    |                    |        |
| 2019 | Synchronic (película)   | Tara               |        |
| 2019 | El escándalo            | Alicia             |        |
| 2021 | She Dies Tomorrow       | Susan              |        |
| 2021 | Silk Road               |                    |        |
| 2023 | The Unholy              | Dra. Natalie Gates |        |
| 2023 | Papás a la antigua      | Leah Kelly         |        |

* Fuente: Imdb

#### Series
| Año       | Título               | Papel            | Notas                                              |
| --------- | -------------------- | ---------------- | -------------------------------------------------- |
| 2001      | Undressed            | Kim              | 2 episodios                                        |
| 2009      | The Office           | Chica del guante | Episodio "Blood Drive"                             |
| 2009-2015 | The League           | Jenny            | 82 episodios                                       |
| 2010      | Players              | Cita de Ken      | Episodio "Teardrop Angels"                         |
| 2013      | Burning Love         | Idina Blimperson | Episodio "Puppet Show"                             |
| 2013      | Newsreaders          | Monica Collander | Episodio "CCSI: Boston"                            |
| 2014      | Revolution           | Duncan Page      | 2 episodios                                        |
| 2014      | Wedlock              | Candace          | 2 episodios                                        |
| 2015      | Weird Loners         | April            | Episodio "We're Here. We're Weird. Get Used to Us" |
| 2016      | Togetherness         | Anna             | 5 episodios                                        |
| 2016-2017 | Animals              | Madre de Phil    | 7 episodios                                        |
| 2016-2017 | Casual               | Jennifer         | 16 episodios                                       |
| 2017      | Comrade Detective    | Tatyana/Trisha   | Episodio " Two Films for One Ticket"               |
| 2017      | Curb Your Enthusiasm | Jean             | Episodio "Thank You for Your Service"              |
| 2017-2018 | Legión               | Amy Haller       | 12 episodios                                       |
| 2018      | Room 104             | Helen            | Episodio "Artificial"                              |
| 2019      | Veep                 | Stephanie        | Episodio "Pledge"                                  |

* Fuente: Imdb

### Productora
| Año  | Título           | Notas                                        |
| ---- | ---------------- | -------------------------------------------- |
| 2005 | The Intervention | Corto Coproductora                           |
| 2005 | The Puffy Chair  | Coproductora                                 |
| 2010 | The Freebie      | Productora ejecutiva                         |
| 2012 | Black Rock       | Productora ejecutiva No sale en los créditos |

* Fuente: Imdb

### Directora
| Año  | Título      |
| ---- | ----------- |
| 2010 | The Freebie |
| 2012 | Black Rock  |

* Fuente: Imdb

### Guionista
| Año  | Título      |
| ---- | ----------- |
| 2010 | The Freebie |
| 2012 | Black Rock  |

* Fuente: Imdb